# Ernő Poeltenberg
Chevalier Ernő Poeltenberg (Ernst Poelt, Ritter von Poeltenberg en allemand, Pöltenbergi Pölt Ernő en hongrois) (1808-1849) est un général hongrois exécuté pour sa participation à la révolution hongroise de 1848. Il est l'un des 13 martyrs d'Arad.